# Meilleurs joueurs des finales de conférence NBA
Les titres de meilleurs joueurs (MVP) des finales de conférence de la NBA sont des titres annuels décernés par la National Basketball Association (NBA) depuis les playoffs 2022, afin de récompenser les meilleurs joueurs de chaque finale de conférence, qu'il s'agisse de la conférence Est et Ouest. Le titre est décidé par un panel de médias à l'issue du dernier match de la finale de conférence. 
Le trophée Larry Bird du meilleur joueur de la finale de la Conférence Est de la NBA (Larry Bird Eastern Conference Finals MVP) récompense chaque année le meilleur joueur (MVP) des finales de la Conférence Est et le trophée Magic Johnson du meilleur joueur de la finale de la Conférence Ouest de la NBA (Magic Johnson Western Conference Finals MVP) récompense le meilleur joueur (MVP) des finales de la Conférence Ouest. Ils ont été nommés en l'honneur de deux joueurs intronisés au Basketball Hall of Fame, Larry Bird et Magic Johnson, crédités pour avoir construit la plus grande rivalité au sein de la ligue, augmentant considérablement sa popularité dans les années 1980.

## Palmarès
|            | Joueur étant toujours en activité en NBA                       |
|            | Membre du Naismith Memorial Basketball Hall of Fame            |
| Joueur (X) | Indique le nombre de fois où le joueur a été nommé MVP         |
| Equipe (X) | Indique le nombre de fois qu'un joueur de cette équipe a gagné |

### Conférence Est

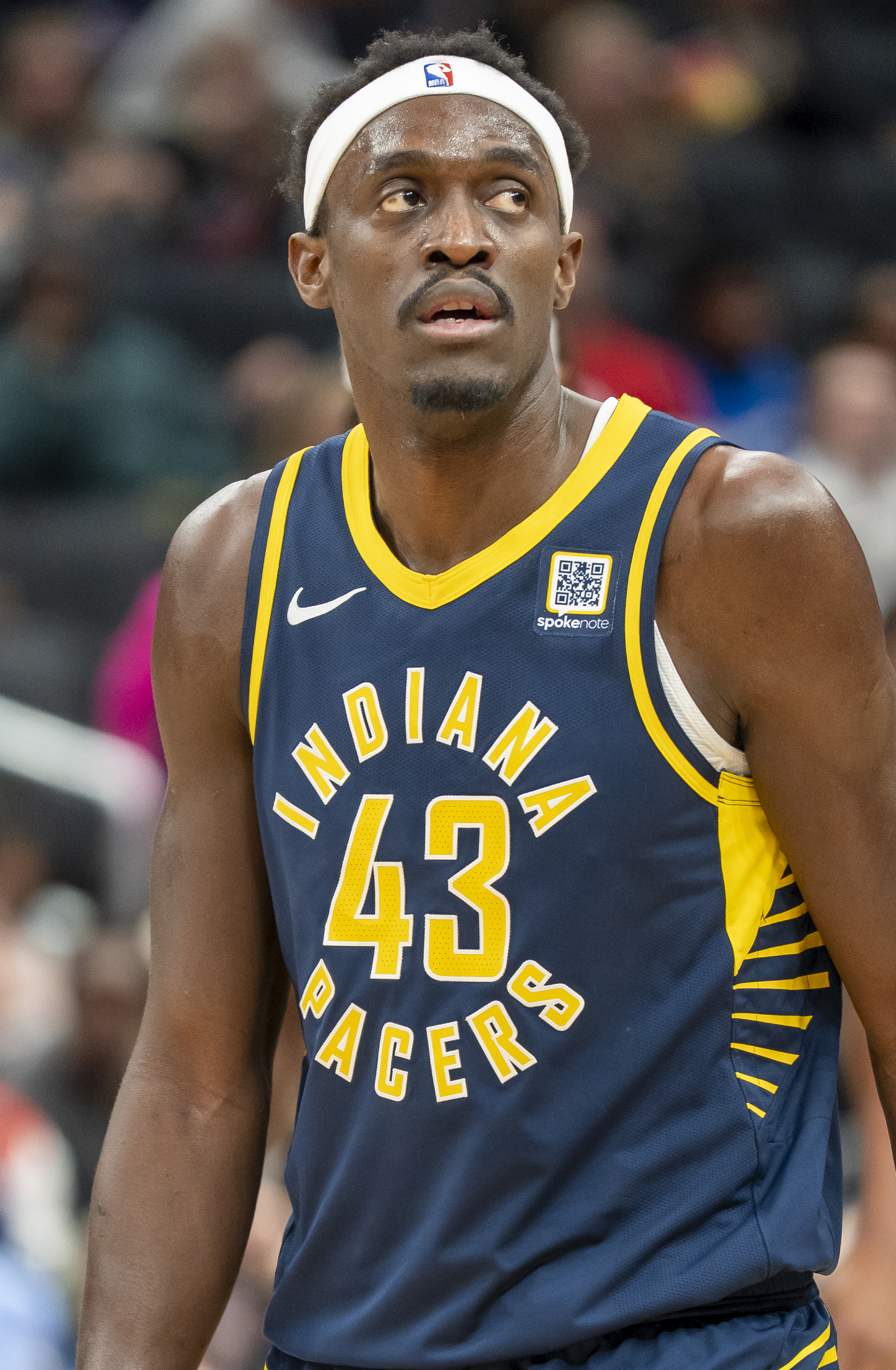
Pascal Siakam, lauréat de l'Est en 2025.

Jayson Tatum est le premier joueur à recevoir ce trophée, après la victoire des Celtics de Boston face au Heat de Miami le 30 mai 2022 (4-3).
| Saison | Joueur        | Position    | Nationalité  | Équipe                | Réf.  |
| ------ | ------------- | ----------- | ------------ | --------------------- | ----- |
| 2022   | Jayson Tatum  | Ailier      | Américaine   | Celtics de Boston     | [ 2 ] |
| 2023   | Jimmy Butler  | Ailier      | Américaine   | Heat de Miami         | [ 3 ] |
| 2024   | Jaylen Brown  | Arrière     | Américaine   | Celtics de Boston (2) | [ 4 ] |
| 2025   | Pascal Siakam | Ailier fort | Camerounaise | Pacers de l'Indiana   | [ 5 ] |

### Conférence Ouest

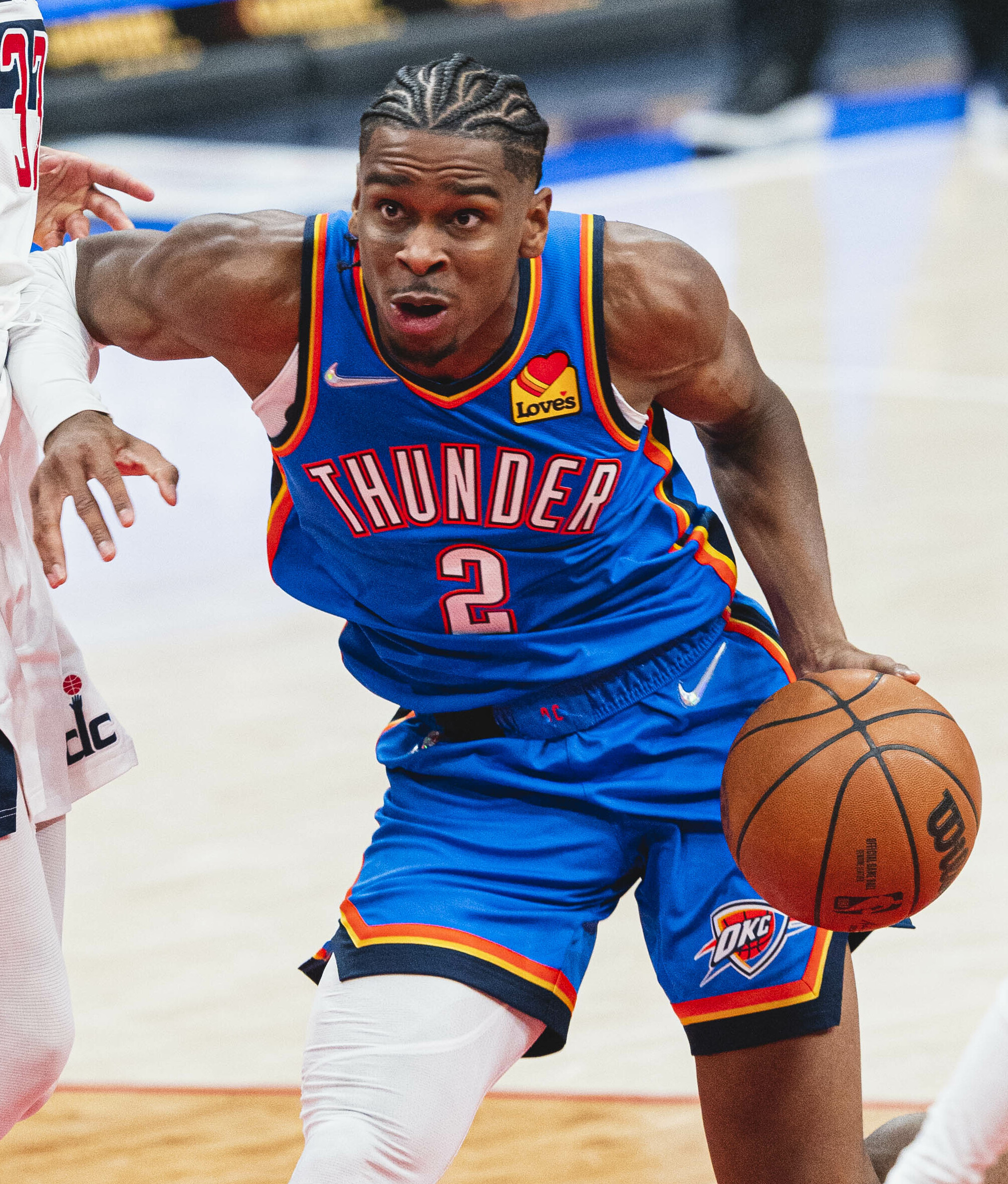
Shai Gilgeous-Alexander, lauréat de l'Ouest en 2025.

Stephen Curry est le premier joueur à recevoir ce trophée, après la victoire des Warriors de Golden State face aux Mavericks de Dallas le 26 mai 2022 (4-1).
| Saison | Joueur                  | Position        | Nationalité | Équipe                   | Réf.  |
| ------ | ----------------------- | --------------- | ----------- | ------------------------ | ----- |
| 2022   | Stephen Curry           | Meneur          | Américaine  | Warriors de Golden State | [ 6 ] |
| 2023   | Nikola Jokić            | Pivot           | Serbe       | Nuggets de Denver        | [ 7 ] |
| 2024   | Luka Dončić             | Meneur          | Slovène     | Mavericks de Dallas      | [ 8 ] |
| 2025   | Shai Gilgeous-Alexander | Meneur, Arrière | Canadienne  | Thunder d'Oklahoma City  | [ 9 ] |

## Par équipe
| Récompenses | Équipe                   | Années     |
| ----------- | ------------------------ | ---------- |
| 2           | Celtics de Boston        | 2022, 2024 |
| 1           | Warriors de Golden State | 2022       |
| 1           | Nuggets de Denver        | 2023       |
| 1           | Heat de Miami            | 2023       |
| 1           | Mavericks de Dallas      | 2024       |
| 1           | Pacers de l'Indiana      | 2025       |
| 1           | Thunder d'Oklahoma City  | 2025       |